# Joe Cuba
Joe Cuba (geboren als Gilberto Miguel Calderón Cardona am 22. April 1931 in New York City; † 15. Februar 2009 ebenda; eigentlich Gilberto Miguel Calderón) war ein puerto-ricanischer Perkussionist, der den Boogaloo begründete.

## Leben und Wirken
Joe Cuba wuchs in Spanish Harlem auf, einem vor allem von Lateinamerikanern bewohntem Viertel in Manhattan.
1950 spielte er Congas für den Musiker Joe Panama und bei einer Gruppe, die sich La Alfarona X nannte. Als diese sich auflöste, begann er Rechtswissenschaft zu studieren. Bei einem Konzert sah er Tito Puente das Stück „Abaniquito“ spielen. Er sprach Tito an und beide freundeten sich an. Er gründete eine eigene Band. 1954 empfahl sein Agent ihm, den Bandnamen von Jose Calderon Sextet in Joe Cuba Sextet zu ändern, und sie gaben unter diesem neuen Namen ihr erstes Konzert im Stardust Ballroom in New York.
1962 nahmen sie „To Be With You“ mit dem Sänger Cheo Feliciano und Jimmy Sabater auf. Oft mischten sie in ihren Texten Spanisch und Englisch und wurden ein wichtiger Teil des Nuyorican Movement.
1965 hatten sie ihren ersten Crossover-Hit mit der Fusion von Latin und Soul „El Pito (I Never Go Back to Georgia)“. Der Coro „Never Go Back to Georgia“ war von Dizzy Gillespies Intro zu dem afro-kubanischen Stück „Manteca“ übernommen. Jimmy Sabater sagte später, dass keiner von ihnen je in Georgia gewesen war.
Timbales, Congas, manchmal Bongos, Vibraphon, Bass und Piano gehören zur Besetzung. 1967 hatten sie einen weiteren Hit mit „Bang Bang“, das die Boogaloo-Ära einläutete. Ein weiterer bekannter Hit war „Sock It to Me Baby“.
Joe Cuba und sein Sextett arbeiteten unter anderem mit folgenden Musikern:
- Harry Belafonte
- Pearl Bailey
- James Brown
- Judy Garland

Charlie Palmieri war bis zu seinem Tod 1988 musikalischer Direktor. Joe Cuba und sein Sextet haben Millionen von Alben verkauft.
Im April 1999 wurde Joe Cuba in die International Latin Music Hall of Fame aufgenommen. Er war Direktor des Museum of La Salsa in East Harlem.
Joe Cuba starb im Februar 2009 nach einer bakteriellen Infektion im Mount Sinai Medical Center in New York City.

## Diskografie (Auswahl)
- 1966: Wanted Dead or Alive (Bang! Bang! Push, Push, Push) von El Sexteto de Joe Cuba (Tico Records)